# Tempête sur l'Asie (film, 1938)
Pour les articles homonymes, voir Tempête sur l'Asie (homonymie) et Tempête (homonymie).
Pour plus de détails, voir Fiche technique et Distribution.
Tempête sur l'Asie est un film français réalisé par Richard Oswald, sorti en 1938. Ce fut le dernier film d'Oswald réalisé en Europe.

## Synopsis
Un aventurier tente de s'emparer de gisements de pétrole en Mongolie.

## Fiche technique
- Titre : Tempête sur l'Asie
- Titre international : Storm Over Asia
- Réalisation : Richard Oswald
- Scénario : Arnold Lipp, Jacques Natanson, Richard Oswald, T.H. Robert
- Cinématographie : Philippe Agostini, Theodore J. Pahle
- Montage : Max Brenner, Claude Ibéria
- Direction artistique : Claude Bouxin, Raymond Gabutti
- Musique : Ralph Erwin, Paul Saegel
- Son : Robert Bugnon
- Assistants réalisateurs : Boris Des Aubrys, Gerd Oswald
- Pays de production :  France
- Producteurs : Frederic Brunn
- Sociétés de production : Rio Films
- Distribution : Les Films J. Sefert, Viktoria-Filmverleih
- Genre : Film dramatique
- Durée : 95 minutes
- Format : Son mono  - Noir et blanc - 35 mm  - 1,37:1
- Dates de sortie : 
  - France : 21 avril 1938
  - Hongrie : 4 janvier 1940
  - Allemagne de l'Ouest : 27 octobre 1950;

## Distribution
- Conrad Veidt : Erich Keith
- Sessue Hayakawa : Le prince Ling
- Madeleine Robinson : Suzanne
- Lucas Gridoux : Jack Murphy
- Serge Grave : Jimmy
- Paul Azaïs : Jonny le pianiste
- Robert Le Vigan : Sir Richard
- Raymond Aimos : Pierre, le pickpocket
- Alexandre Mihalesco : Le fou
- Habib Benglia : Washington-Napoléon Brown
- Michiko Tanaka : La princesse Shô
- Roger Duchesne : Le Docteur Leclerc
- Teddy Michaud